# П'ять близнят (скупчення)
Скупчення П'ять близнят (англ. Quintuplet Cluster) — це щільне зоряне скупчення масивних молодих зір поблизу Галактичного центру (GC). Назва походить від п'яти значних джерел інфрачервоного випромінення, розташованих у скупченні. Разом зі скупченням Арки воно є одним із двох скупчень, розташованих поблизу центру Галактики. Внаслідок сильного міжзоряного поглинання у його оточенні скупчення П'ять близнят не спостерігається у видимому світлі, але його можна досліджувати у рентгенівському, радіо- та інфрачервоних хвилях.
Скупчення П'ять близнят є менш компактним ніж розташоване неподалік скупчення Арки, з меншою кількістю дуже масивних та яскравих зір. Однак в ньому розташовані дві рідкісні яскраві блакитні змінні — зоря Пістолет та менш відома FMM 362, і третя лише у декількох парсеках від нього.  Скупчення також містить декілька червоних надгігантів, що може вказувати на його більший вік, бл. 4 мільйонів років.

## Відкриття та найменування

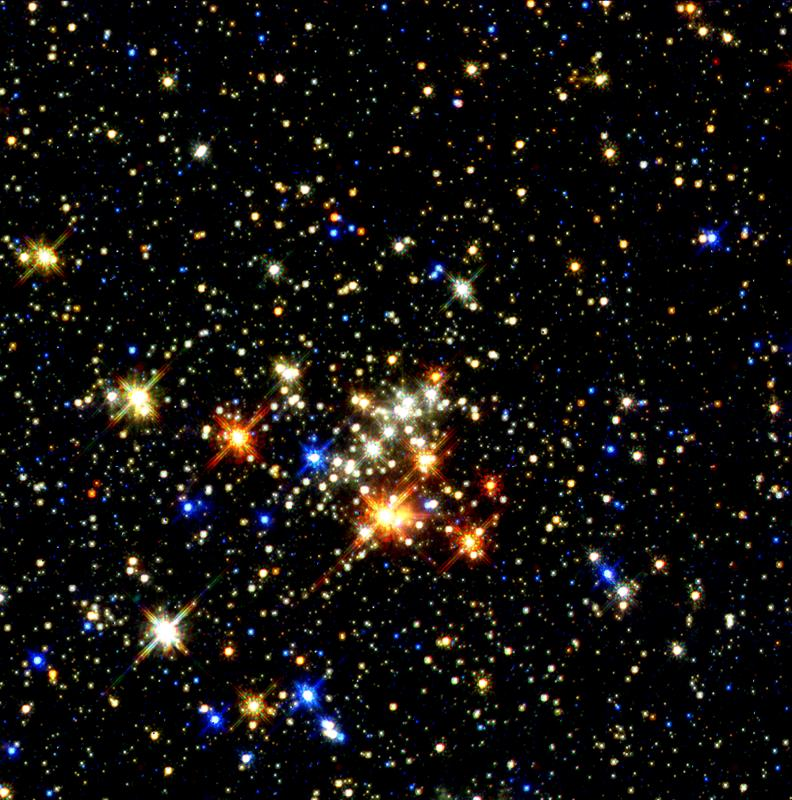
Трапеція з чотирьох яскравих червоних зір трохи нижче центру, та одна червона зоря зліва, — п'ять початкових близнят (зображення HST/NICMOS)

Скупчення П'ять близнят спочатку було ідентифіковано 1983 року як два інфрачервоні джерела у спостереженні центру Галактики на 2,5 мікрона. Ці два джерела отримали номери 3 та 4, а пізніше перед номерами акронім GCS від англійського «джерело центру Галактики». При більшому розширенні GCS-3 виявилось чотирма джерелами, які отримали номери I—IV, і разом з GCS-4 сформували компактну п'ятірку незвичайно яскравих малих об'єктів. Було висунуто припущення, що це молоді яскраві зорі, оточені пиловими оболонками, а тому сильно зміщені у червоні довжини хвиль.
У 1990 році у скупченні П'ять близнят було детально і на різних хвилях досліджено 15 джерел випромінення, які пізніше отримали позначки Q або GMM (за авторами дослідження Глассом, Монеті та Морвудом) з номерами. Початкові п'ять зір отримали номери  Q1, Q2, Q3, Q4 та Q9, і до них додані Q5 та Q6 як належні до одного скупчення. На той час їх все ще вважали протозорями, червоними від навколишнього пилу.
У 1994 році у спектрах декількох з цих зір ідентифікували широкі лінії випромінення гелію, а декілька демонстрували і вузькі лінії випромінення водню. Це суперечило гіпотезі про протозорі та вказувало, що об'єкти є більш зрілими зорями. Невдовзі після цього дві з зір із лініями випромінення були класифіковані як зорі Вольфа — Рає, а третя — як яскрава блакитна змінна, яку вважали однією з найяскравіших у нашій Галактиці. Також була ідентифікована невелика кількість червоних гігантів, що далі звузило ймовірний вік скупчення.
У 1999 році було проведено дослідження майже 600 зір скупчення, за результатами якого встановлено, що у скупченні П'ять близнят більше зір Вольфа — Рає, ніж у будь-якому іншому відомому скупченні, а також виявлено другу яскраву блакитну змінну. Зорі з цього дослідження мають нумерацію з літерами qF, або деколи FMM за всіма трьома його авторами (але не QMM). Дослідження скупчення 2008 року використовувало для зір скупчення номери з LHO, та уточнило статус незвичайних почервонілих зір Вольфа — Рає як підтип WC зір Вольфа — Рає (тобто з вуглецевими лініями), оточений пиловою хмарою, яка за гіпотезою утворилася від зіткнення зоряних вітрів зорі Вольфа — Рає та її менш розвиненого компаньйона класу OB.
Скупчення також було внесено до каталогу як «зоряне» джерело першої величини на хвилі 4,2 мікрона під час дослідження «Air Force Geophysics Lab» та отримало номер 2004 (AFGL 2004).

## Характеристики

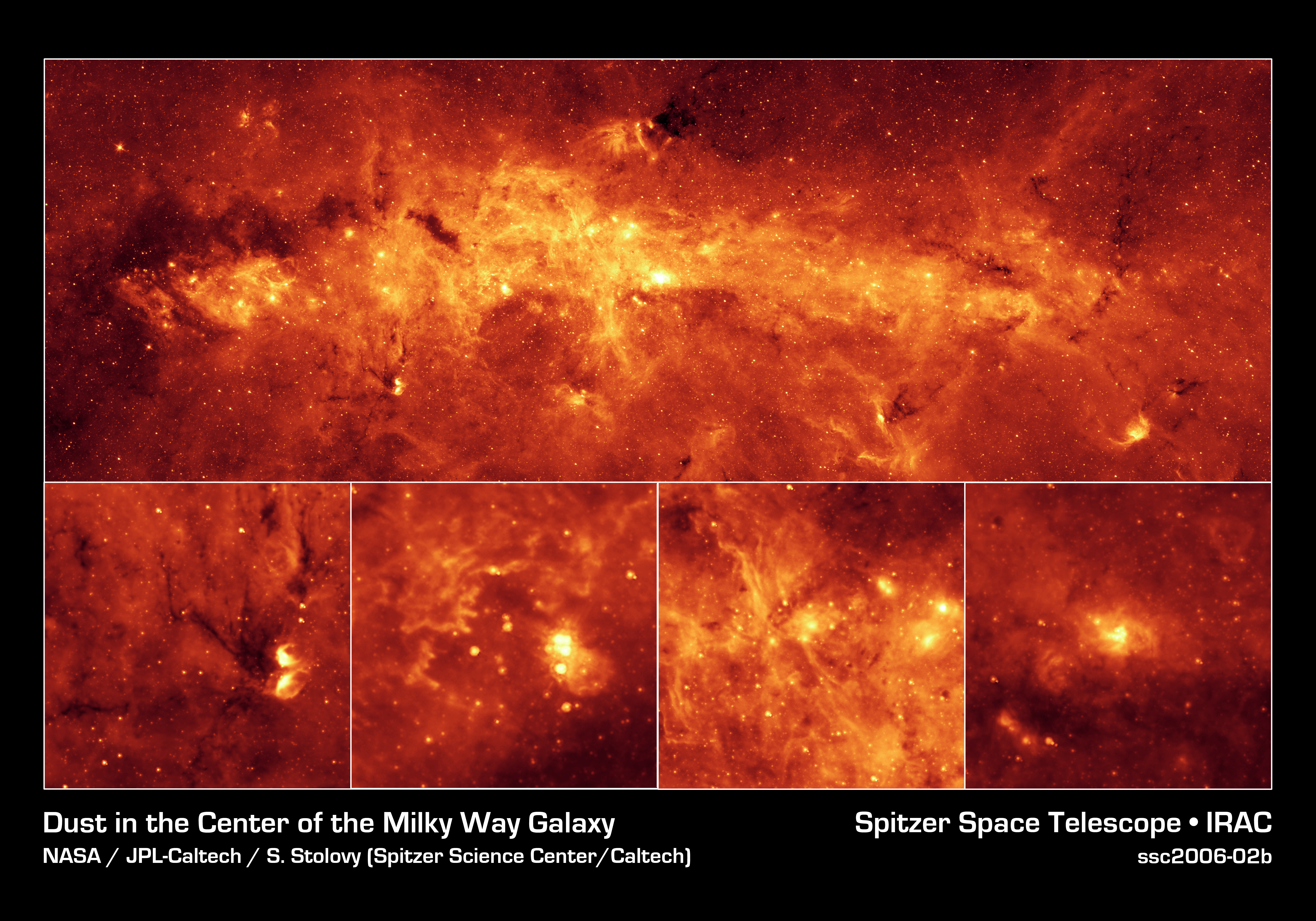
Фото центру нашої галактики в середніх інфрачервоних хвилях, де П'ять близнят є найяскравішим джерелом зліва від центру (на другому маленькому фото).

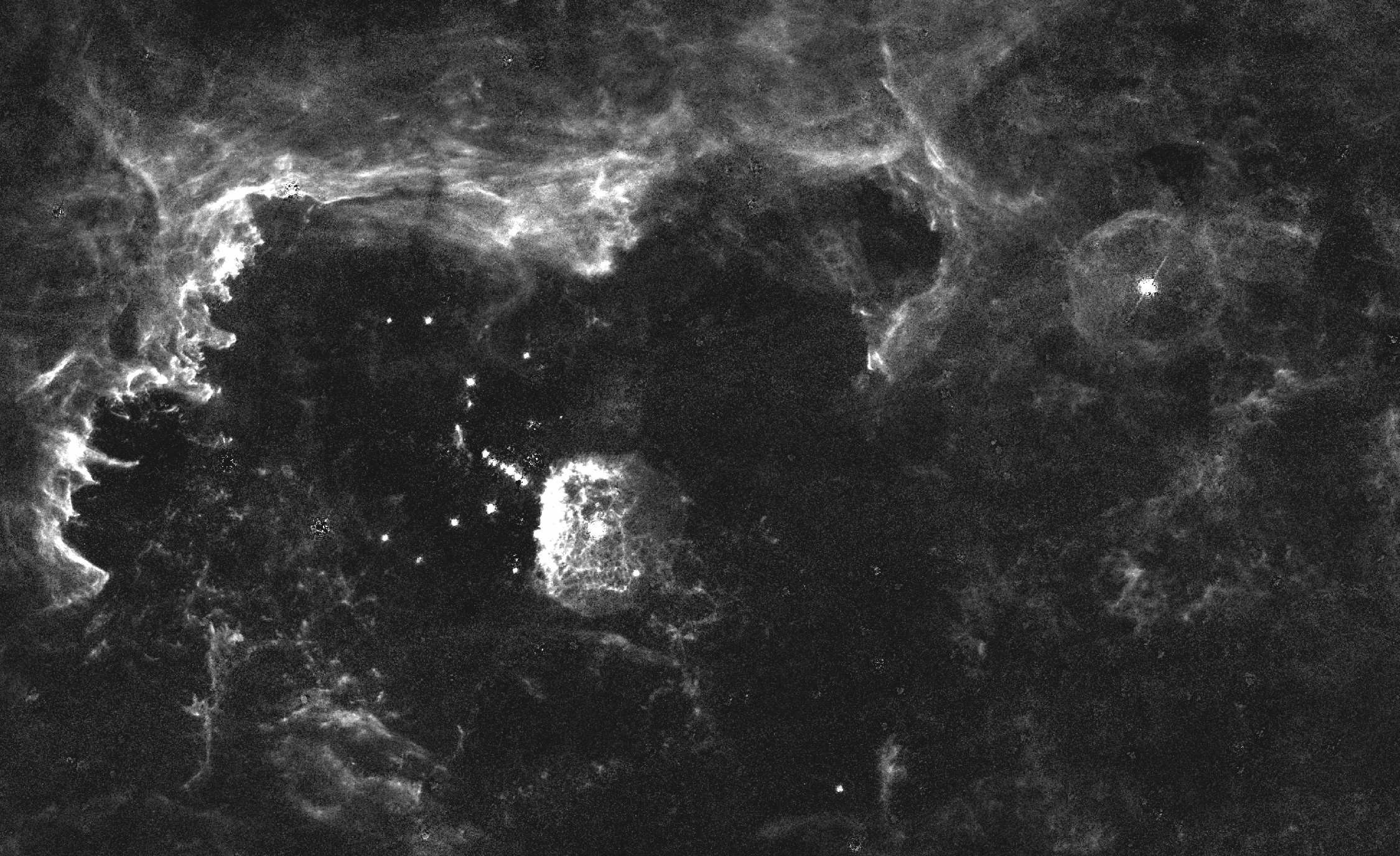
Фото найяскравіших зір скупчення П'ять близнят: V4998 Стрільця, зорі Пістолет та qF362.

Скупчення П'ять близнят можна побачити (в інфрачервоному випроміненні) у 12 кутових хвилинах на північний захід від об'єкта Стрілець A*. Зорі скупчення та пов'язані з ними об'єкти, такі як туманність Пістолет мають значні променеві швидкості, можливі лише за рахунок орбіти поблизу галактичного центру, тому вважається, що це скупчення фізично пов'язано з центром Галактики. Вважається, що галактичний центр розташований у 8000 парсеках від скупчення, тому прогнозована відстань від Скупчення П'ять близнят до Стрілець A* становить 30 парсеків.
Вік скупчення П'ять близнят оцінюється за ймовірним віком його зір, і за результатами розташування зір скупчення на еволюційних ізохронах, становить бл. 4 мільйонів років. Однак вважається, що яскраві блакитні змінні вибухають надновими в межах трьох мільйонів років, що не узгоджується з визначеним віком. Запропоновані гіпотези, що вік скупчення може становити 3,3—3,6 мільйона років, або що формування зір у скупченні було повільним і тривало мільйон або більше років. Ще одна гіпотеза каже, що надмасивні зорі у скупченні сформувалися або омолодилися внаслідок взаємодії у подвійних зоряних системах.
Маси зоряних скупчень визначаються інтегруванням зоряної функції маси. І хоча побачити можливо лише найбільш масивні зорі скупчення, функцію маси можна зменшити на нижчі значення. Маса цього скупчення була визначена на рівні бл. 10 000 M☉.

## Зорі скупчення
До скупчення П'ять близнят входить ряд масивних та розвинених зір, у тому числі 21 зоря Вольфа — Рає, 2 яскраві блакитні змінні (три, якщо включати розташовану поруч втікачку V4998 Стрільця) та ряд червоних надгігантів. Також до скупчення належать туманності, іонізовані гарячими зорями, найбільш відома з яких туманність Пістолет, розташована між зорею Пістолет та центром скупчення.
| GCS   | Q/GMM | LHO | qF/FMM | Інші назви     | Спектральний клас       | Зоряна величина (KS) | Світність (світностей Сонця) | Температура (K) |
| ----- | ----- | --- | ------ | -------------- | ----------------------- | -------------------- | ---------------------------- | --------------- |
| 3-IV  | 1     | 75  | 243    | WR 102da       | WC9?d                   | 7,9                  | ~150 000                     | ~45 000         |
| 3-II  | 2     | 42  | 231    | WR 102dc       | WC9d + OB               | 6,7                  | ~150 000                     | ~45 000         |
| 4     | 3     | 19  | 211    | WR 102ha       | WC8/9d + OB             | 7,2                  | ~200 000                     | ~50 000         |
| 3-I   | 4     | 84  | 251    | WR 102dd       | WC9d                    | 7,8                  | ~150 000                     | ~45 000         |
|       | 5     | 115 | 270N   | V4646 Стрільця | M2 I                    | 8,6 (var?)           | 24 000                       | 3 600           |
|       | 6     | 79  | 250    |                | WC9d                    | 9,3                  | ~150 000                     | ~45 000         |
|       | 7     | 7   | 192    |                | M6 I                    | 7,6                  | 47 000                       | 3 274           |
|       | 8     | 67  | 240    | WR 102hb       | WN9h                    | 9,6                  | 2 600 000                    | 25,100          |
| 3-III | 9     | 102 | 258    | WR 102db       | WC9?d                   | 9,2                  | ~200 000                     | ~45 000         |
|       | 10    | 71  | 241    | WR 102ea       | WN9h                    | 8,8                  | 2 500 000                    | 25 100          |
|       | 11    | 47  | 235N   | WR 102f        | WC8                     | 10,4                 | ~200 000                     | ~60 000         |
|       | 12    | 77  | 278    |                | O6-8 I eq?              | 9,6                  | ~1 200 000                   | ~35 000         |
|       | 13    | 100 | 257    |                | O6-8 I fe               | 9,4                  | ~1 400 000                   | ~35 000         |
|       | 14    | 146 | 307A   |                | O6-8 I f?               | 8,7                  | ~2 500 000                   | ~35 000         |
|       | 15    | 110 | 270S   |                | O6-8 I f (Of/WN?)       | 10,6                 | 1 600 000                    | 25 100          |
|       |       |     | 134    | зоря Пістолет  | яскрава блакитна змінна | 7,3                  | 1 600 000                    | 11 800          |
|       |       |     | 362    | V4650 Стрільця | яскрава блакитна змінна | 7,1                  | 1 800 000                    | 11 300          |
|       |       | 99  | 256    | WR 102i        | WN9h                    | 10,5                 | 1 500 000                    | 31 600          |
|       |       | 158 | 320    | WR 102d        | WN9h                    | 10,5                 | 1 200 000                    | 35 100          |
|       |       |     |        | V4998 Стрільця | яскрава блакитна змінна | 7,5                  | 1 600 000 — 4 000 000        | 12 000          |